# Хронологія розвитку обчислювальної техніки в Україні
Хронологія основних результатів етапу становлення та розвитку цифрової електронної обчислювальної техніки в Інституті кібернетики Національної академії наук України
- 1914 рік — висловлено ідею механізації формалізованих логічних дій. Побудована «Машина механічного мислення». О. М. Щукарьов. Харківський технологічний інститут.
- 1938 рік — теоретичні праці українського математика М.Кравчука використані американцем Джоном Атанасовим при розробці комп'ютера Атанасова-Беррі.
- 1941 рік — експериментально відкрито pn-перехід, використаний пізніше американськими вченими при створенні транзистора. В. Є. Лашкарьов. АН УРСР.
- 1948 рік — обґрунтовано принципи побудови та структура універсальної цифрової електронної обчислювальної машини (ЕОМ) зі збереженою в пам'яті програмою (незалежно від зарубіжних вчених). С. О. Лебедєв. АН УРСР.
- 1951 рік — прийнята в експлуатацію Державною комісією в грудні 1951 р. перша в СРСР і континентальній Європі цифрова електронна обчислювальна машина — Мала електронна лічильна машина МЕСМ. С. О. Лебедєв. АН УРСР (1948—1950).
- 1955 рік — обґрунтовано принципи побудови, архітектура і структура матрично-векторного процесора і створена перша в Україні спеціалізована електронна лічильна машина СЕСМ для розв'язання систем лінійних алгебраїчних рівнянь. С. О. Лебедєв, З. Л. Рабинович. Інститут математики АН УРСР (1953—1955).
- 1954—1955/57 рік — розроблено принципи побудови, структура та архітектура і створена перша в Україні асинхронна ЕОМ "Київ", що використовувала «Адресну мову програмування високого рівня» з апаратно реалізованою «штрих-операцією» (операцією розіменування Pointers). Керівники розробки: Б. В. Гнєденко, К. Л. Ющенко, Л. Н. Дашевський, згодом В. М. Глушков, учасники: В. С. Королюк, К. О. Шкабара, С. Б. Погребинський, З. Л. Рабінович та інші. Інститут математики АН УРСР (початок розробки: 1954; початок використання: 1955, завершено приєднання зовнішніх пристроїв: 1957). Завершальна стадія розробки — ОЦ АН УРСР.
- 1959 рік — перший в СРСР оперативний запам'ятовуючий пристрій (ОЗП) на феритових сердечниках діаметром 0,5 мм. Використано в КМШП «Дніпро». Ф. Н. Зиков, І. Д. Войтович, Н. К. Бабенко, А. Д. Бех, В. М. Корсунський. АН УРСР. Золота медаль ВДНГ СРСР.
- 1961 рік — висловлено ідею мозкоподібної структури ЕОМ. В. М. Глушков. АН УРСР.
- 1963 рік — інтерполятор параболічний для автоматизованої системи розкрою судокорпусних деталей «Авангард». Головний конструктор Г. А. Михайлов. АН УРСР.
- 1964 рік — розроблено теорію цифрових автоматів, що стала теоретичною основою при проектуванні перших ЕОМ. В. М. Глушков. АН УРСР (1961). За монографію «Синтез цифрових автоматів» і ряд інших робіт у цій галузі В. М. Глушкову присуджена Ленінська премія (1964).
- 1966 рік — запропоновано ідею схемної реалізації мов високого рівня. Реалізована у проекті ЕОМ «Україна». В. М. Глушков, З. Л. Рабинович, А. О. Стогній та ін. АН УРСР.
- 1961 рік — розроблено принципи побудови, структура та архітектура та створена перша в СРСР напівпровідникова керуюча машина широкого призначення КМШП «Дніпро». (1958—1961). В. М. Глушков, Б. М. Малиновський, А. Г. Кухарчук та ін АН УРСР, НВО «Електронмаш». Державна премія України за створення на базі КМШП «Дніпро» системи випробувань ракетних двигунів Б. М. Малиновський і співробітники Дніпропетровського Південного машинобудівного заводу (1977).
- 1963 рік — отримано авторське свідоцтво на ступеневу мікропрограмного управління. Реалізовано в машинах родини «МИР». В. М. Глушков. АН УРСР (1963).
- 1968 рік — розроблено принципи побудови, структура і архітектура, сконструйовані і випущені перші в СРСР машини для інженерних розрахунків: ЕОМ «Промінь» (1964), МИР-1 (1965), МИР-2 (1969), МИР-3 (1972) — попередників майбутніх персональних ЕОМ. Здійснено їх масове серійне виробництво. В. М. Глушков, С. Б. Погребинський, О. А. Летичевський, Ю. В. Благовєщенський та ін Державна премія СРСР (1968). АН УРСР, НВО «Електронмаш».
- 1964—1967 роки — розроблено принципи побудови, структура та архітектура і створений перший в Україні інформаційно-керуючий комплекс «Дніпро 2» для автоматизованих систем управління АСУ. Випущений малою серією. В. М. Глушков, А. О. Стогній, А. Г. Кухарчук, А. І. Нікітін та ін. АН УРСР, НВО «Електронмаш» .
- 1965 рік — розроблено принципи побудови, створений і випробуваний на промисловій установці перший в СРСР цифровий регулятор «Автооператор». Е. Т. Бєліков. Сєвєродонецьке НВО «Імпульс».
- 1965—1970 роки — розроблено унікальні спеціалізовані ЕОМ «Київ-67» і «Київ-70» для автоматизації проектування і виготовлення великих інтегральних схем (ВІС) за допомогою еліонних технологій. В. П. Деркач та ін АН УРСР, МЕП СРСР.
- 1967 рік — спеціалізована обчислювальна машина МПОІ для автоматизованої системи управління повітряним рухом. Н. К. Бабенко, Ф. Н. Зиков, Г. І. Крівіч, Ю. Т. Коцюба, А. Ф. Харченко, Л. А. Петрушенко, С. К. Петрусенко. АН УРСР.
- 1969 рік — розроблено та освоєно випуск ЕОМ «Каштан» для автоматизованого розкрою матеріалів згідно з заданим ескізом. Ю. А. Павленко. НВО «Електронмаш».
- 1972 рік — створено і випущений малою серією контрольно-вимірювальний комплекс «Барс». Золота медаль виставки в Дрездені. В. І. Скурихін, А. О. Морозов. АН УРСР.
- 1972 рік — перший в Україні міні-комп'ютер УПО-1 (пристрій первинної обробки даних у вимірювальних системах). Б. М. Малиновський, В. С. Каленчук, П. М. Сіваченко, співробітники Житомирського заводу «Вимірювач». АН УРСР.
- 1972 рік — один з перших в Україні та колишньому СРСР процесор швидкого перетворення Фур'є В. П. Боюн, М. В. Семотюк. АН УРСР.
- 1973 рік — магнітоплівковий оперативний запам'ятовуючий пристрій ОЗП, вперш в СРСР. (1024 32-розрядних числа з циклом 1 мкс). А. Д. Бех, Л. Ф. Данько, Б. С. Ілюшін, Е. Г. Кретков, В. М. Корсунський, Б. І. Павлусь, В. Н. Позій, В. І. Плахотний, М. А. Терешін, В. В. Чернецький. АН УРСР.
- 1972 рік — підготовлено і видано першу у світі «Енциклопедія кібернетики» українською та російською мовами. В. М. Глушков, А. І. Кухтенко, Б. М. Малиновський та ін АН УРСР.
- 1974 рік — магнітноплівковий ОЗП для ЕОМ М4030. Частота понад 2 мГц. А. Д. Бех, Л. Ф. Данько, Б. С. Ілюшін, Е. Г. Кретков, В. М. Корсунський, Б. І. Павлусь, В. Н. Позій, В. І. Плахотний, М. А. Терешін, В. В. Чернецький. АН УРСР.
- 1975 рік — пристрій швидкого перетворення Фур'є з магнітоплівковим ОЗП. Швидкодія 10 млн операцій в секунду. А. Д. Бех, Л. Ф. Данько, Б. С. Ілюшін, Е. Г. Кретков, В. М. Корсунський, Б. І. Павлусь, В. Н. Позій, В. І. Плахотний, М. А. Терешін, В. В. Чернецький. АН УРСР.
- 1974—1975 роки — розроблено ідеологію і створено першу в СРСР вітчизняну родину мікроЕОМ «Електроніка С5»: «С5-01», «С5-11», «С5-21». Міністерство електронної промисловості СРСР. В. П. Цвєтов, В.Кузнєцов, А. Ф. Дряпак. АН УРСР. Б. М. Малиновський, А. В. Палагін, В. А. Іванов, А. Ф. Кургаєв.
- 1977 рік — розроблено комплекс систем проектування ЕОМ. Використано у ряді організацій СРСР. АН УРСР, Міністерство радіопромисловості СРСР (1975—1977). Державна премія СРСР В. М. Глушков, Ю. В. Капітонова та ін.
- 1981 рік — створена і випущена малою серією мініЕОМ М-180 «Сокіл» для автоматизації лабораторних експериментів. Використовувалася в АН УРСР та інших організаціях (1973—1976). Премія імені М. Островського. Л. Б. Малиновський, В. С. Каленчук, Н. І. Алішов, Ю. С. Яковлєв та ін АН УРСР.
- 1973—1974 роки розроблено структуру та архітектура першого в Україні та Радянському Союзі мікрокалькулятора на 4-х великих інтегральних схемах, організований його масовий серійний випуск. С. О. Моральов, Л. Ф. Мараховскій. Київське НВО «Кристал» .
- 1971—1973 роки — розроблено та освоєно у виробництві потужний керуючий обчислювальний комплекс М4030. А. А. Незабитовській, С. С. Забара та ін. Київське НВО «Електронмаш». Державна премія УРСР (1976).
- 1974 рік — вперше в Україні та колишньому СРСР і Європі розпочато масове виробництво великих інтегральних схем. С. О. Моральов, К. М. Кролевець, В. П. Белявський. НВО «Кристал».
- 1974 рік — вперше у світі запропоновані принципи побудови рекурсивної (не неймановської) ЕОМ. В. М. Глушков, В. А. Мясніков, І. Б. Ігнатьев. АН УРСР, АН СРСР.
- 1975 рік — перший в СРСР автономний транспортний робот ТАІР. являв собою триколісний самохідний візок, забезпечений системою датчиків. Міг рухатися в природному середовищі, обходячи перешкоди. Управлявся апаратно-реалізованою нейронною мережею (вузли мережі — спеціальні електронні схеми, зібрані на транзисторах; зв'язки між вузлами — резистори). М.Амосов, В. М. Бєлов, Е. М. Куссуль. АН УРСР.
- 1973—1976 роки — розроблено спільно з НДР і випускалася промисловістю НДР спеціалізована ЕОМ «Нева» для цифрових систем зв'язку. А. Г. Кухарчук. АН УРСР. «Роботрон»(НДР).
- 1976 рік — мініЕОМ «СОУ-1». В. П. Денисенко, С. Д. Погорєлий ПО ім. С. П. Корольова, Б. М. Малиновський, А. В. Палагін, Ю. С. Яковлев АН УРСР. Срібна медаль ВДНГ СРСР.
- 1976 рік — перший в Україні сигнальний процесор для обробки цифрових сигналів. М. В. Семотюк. АН УРСР.
- 1976 рік — експериментальний комплекс технічних засобів первинної та спеціальної обробки інформації для роботи в замкнутому контурі з швидкоплинучими процесами. Спеціалізований на складні арифметичні, тригонометричні, статечні, експоненціальні, логарифмічні, інтегро-диференціальні перетворення. В. П. Боюн, Л. Г. Козлов, В. М. Михайлов, М. В. Семотюк. АН УРСР.
- 1977 рік — мініЕОМ «Процесор». А. В. Палагін, АН УРСР. В. П. Денісенко, С. Д. Погорелий. ПО ім. С. П. Корольова.
- 1978 рік -система технічних засобів «Сектор» для сполучення ЕОМ з об'єктами. В. Б. Реутов. АН УРСР.
- 1979 рік — мікрокомп'ютер «УВС-01». А. В. Кобилинський, А. В. Палагін, С. Д. Погорєлий ПТО «Кристал», АН УРСР, ПО ім. С. П. Корольова.
- 1979 рік — розроблено і випускався алфавітно-цифровий графічний термінал «Символ» з цифровим накопичувачем на стандартній касеті. Л. Б. Малиновський, І. М. Сметанін, А. І. Шикарев, В. Н. Князєв. АН УРСР. Черкаський завод телеграфної апаратури.
- 1979 рік — розробка і випуск великими серіями цифрових засобів промислової системотехніки, (15 типів керуючих машин і потужні засоби зв'язку з об'єктами управління) забезпечення створення широкого спектра (більше 15 000) керуючих систем в промисловості та енергетиці колишнього СРСР. Створені і випущені суперпотужні багатопроцесорні комплекси для систем геофізичної розвідки корисних копалин і ряду унікальних систем військового призначення. А. А. Новохатній, В. В. Рєзанов та ін Сєвєродонецьке НВО «Імпульс» (1965—1980). Державна премія УРСР.
- 1980 рік — мікропроцесорний аналізатор спектра. А. В. Палагін. АН УРСР.
- 1981 рік — мікропроцесорний автоматичний цифровий частотомір. А. В. Палагін. АН УРСР.
- 1970—1980 рр. — розроблено і випускалися промисловістю: сімейство клавішних ЕОМ «Іскра». Премія імені М.Островського. Г.I.Корнієнко, Б. Г. Мудла, С. С. Забара. АН УРСР. Завод «Лічмаш», Курськ (1968); спеціалізовані ЕОМ «Скорпіон», «Ромб 1,2,3» для контролю ракет. Г.I.Корнієнко, А. С. Одинокий (1970). ЕОМ «Цикл» для контролю виготовлення лопаток газотурбінних двигунів, Г.I.Корнієнко, Ю. Т. Мітулінскій та ін Державна премія СРСР (1976). Бортові ЕОМ «Мрія», «Чайка», «Москва», «Нептун». Г. С. Голодняк, В. Н. Петрунек, Г. Т. Макаров та ін, АН УРСР.
- 1984 рік — створено і випущено великою серією перший в Україні комплекс мікропроцесорних засобів «Нейрон» та засобів налагодження до них СО-01 — СО-04. Б. М. Малиновський, А. В. Палагін, В. І. Сігалов, С. Д. Погорелий, А. І. Слободянюк та ін АН УРСР, МПЗЗ СРСР (1975—1980). Премія СМ СРСР А. В. Палагін, С. Д. Погорелий та ін (1984).
- 1984 рік — розроблено і випускалися промисловістю унікальні бортові спеціалізовані ЕОМ МИГ1, МИГ11, МИГ12, МИГ13 для систем управління космічними апаратами без попереднього розрахунку траєкторії. АН УРСР. Державна премія СРСР Г. С. Голодняк, В. Н. Петрунек.
- 1986 рік — сумісний ряд персональних мікропроцесорних комп'ютерів: ЄС 1840, ЄС 1841, ЄС 1842. Для використання в автономному режимі в локальних і глобальних мережах при вирішенні широкого кола науково-технічних, економічних, спеціальних завдань, завдань управління та діловодства. Ю. С. Яковлев, Ф. А. Цвентух, Н. В. Нестеренко, Б. В. Новіков АН УРСР, НІІУВМ і МПО ВТ м.Мінськ. Багатосерійне виробництво на ПО ВТ м.Мінськ.
- 1987 рік — розроблено і випускалася промисловістю родина спеціалізованих ЕОМ для пришвартових і передполітних випробувань екранопланів, морських суден, кораблів на підводних крилах, для комплексних граничних мореплавних випробувань кораблів Військово-морського флоту, для контролю та діагностики літальних апаратів. Б. Г. Мудла, В. І. Діанов, М. І. Діанов, В. Ф. Бердніков, А. І. Канівець, О. М. Шалейко. АН УРСР.Державна премія України.
- 1987 рік — спроектовані, створені і випущені малими серіями надпродуктивні (на той час не мали аналогів в СРСР і за кордоном) макроконвеєрних комплекси ЕС2701 і ЕС1766. Максимальна кількість процесорів 256. Максимальна продуктивність 500 млн операцій в секунду. В. М. Глушков, В. С. Михалевич, С. Б. Погребинський, О. А. Летичевський, Ю. В. Капітонова, І. Н. Молчанов та ін АН УРСР(1978—1987).
- 1967—1989 роки — розроблено та організовано випуск 12 типів бортових ЕОМ (у тому числі радіаційно стійких) для ракетно-космічних комплексів стратегічного призначення. А. І. Кривоносов, Б. Е. Василенко та ін Ленінська премія, Державна премія СРСР, Державна премія УРСР. Харківське НВО «Хартрон», Київський радіозавод (1967—1989).
- 1969—1989 роки — розроблено та організовано серійний випуск спеціалізованих супернадійних ЕОМ «Карат» (чотири модифікації) для систем озброєння і управління на надводних і підводних в тому числі атомних судах Військово-Морського флоту СРСР, а також для вирішення завдань навігації на судах торгового флоту і атомних криголамах (більше 60 типів систем). В. Н. Плотніков, В. І. Долгов, Г. Е. Гай та ін Київський НДІ радіоелектроніки, Київський завод «Буревісник» (1969—1989).
- 1986 рік — ЕОМ «Дельта» — спеціалізований обчислювальний комплекс для збору та обробки телеметричної інформації та управління аерокосмічними експериментами. Використовувався для обробки даних, знятих з комети Галлея, а також для обробки даних про розповзання радіонуклідів після аварії на АЕС у Чорнобилі. АН УРСР. М. І. Діанов, В. І. Діанов.
- 1982—1986 роки — процесор реального часу ПРВ. Використано при створенні 4-х систем цифрового управління газонапуском, положенням і параметрами плазми в термоядерних установках типу токамак: НІІЕФА, м. Ленінград; ФТІ АН СРСР, м. Харків та Сухумі; ІАЕ, м.Москва, а також Харківським ФТІ при виконанні двох міжнародних проектів зі створення експериментального термоядерного реактора (ITER). В. Ф. Губарєв, В. П. Боюн. АН УРСР .
- 1981 рік — розробка, освоєння серійного випуску обчислювальних комплексів СМ3 і СМ4 системи малих ЕОМ. А. Ф. Незабитовський, В. А. Афанасьєв, С. С. Забара. Державна премія СРСР. НВО «Електронмаш» (1981). Розроблено та освоєно серійний випуск СМ1420 (1983), СМ1425 (1986), СМ1800 (1986), СМ1814 (1987). НВО «Електронмаш».
- 1988 рік — розроблено принципи побудови і створений надшвидкодіючий обчислювальний комплекс «Зірка» для виявлення підводних човнів. О. М. Алєщєнко, В. Ю. Лапій, В. В. Крамський. Київський НДІ «Гідроприлад». (1984—1988). Державна премія СРСР Ю. В. Бурау, О. М. Алєщєнко та ін.
- 1988 рік — комплекс модулів професійної орієнтації (10 типів) для персональних комп'ютерів сімейства ЄС. Модулі являють собою функціонально і конструктивно закінчені вироби із засобами програмної підтримки. Встановлюються в плати базового блоку або в блок розширення. Використовуються для зв'язку персонального комп'ютера з об'єктом, з приладовим інтерфейсом при побудові систем автоматизації наукових досліджень та систем управління різними технологічними процесами. Ю. С. Яковлев, Н. В. Нестеренко, В. М. Єгипко, В. А. Романов, В. Н. Коробейніков, Б. В. Новіков АН УРСР. В. Я. Пихтін, М. Е. Неменман та ін НІІУВМ м.Мінськ. Випуск великими партіями на ПО ВТ м. Мінськ (1986—1988).
- 1988 рік — кольоровий алфавітно-цифровий і графічний термінал «Парус» з накопичувачем на магнітній стрічці. Л. Б. Малиновський, І. М. Сметанін, А. І. Шикарєв, В. Н. Князєв. АН УРСР. Випускався Київським радіозаводом під назвою «ТВТ-3».
- 1989 рік — перший в СРСР нейрокомп'ютер на основі ідеології ансамблевих стохастичних нейромереж. Е. М. Куссуль. АН УРСР(1988—1989).
- 1990 рік — родина сумісних побутових персональних комп'ютерів: МК88.01 — МК88.06. Для вирішення завдань малої і середньої складності в побуті, у сфері освіти, в діловій сфері, організації дозвілля та інших сферах повсякденної діяльності, а також для застосування в професійних сферах діяльності. Ю. С. Яковлєв, Ф. А. Цвентух, Н. В. Нестеренко, С. В. Бондарь (АН України), В. Я. Пихтін (ПО ВТ м. Мінськ), ОКБ «Квант», м. Мінськ. Багатосерійне виробництво на ПО ВТ, м. Мінськ, Білорусь (1990—1992).
- 1997 рік — Міжнародне комп'ютерне товариство (IEEE Computer Society) присудило С. О. Лебедєву медаль «Піонер комп'ютерної техніки» з написом: «С. О. Лебедєв 1902—1974. Розробник і конструктор першого комп'ютера в Радянському Союзі. Основоположник радянського комп'ютеробудування»
- 1997 рік — Міжнародне комп'ютерне товариство (IEEE Computer Society) присудило В. М. Глушкову медаль «Піонер комп'ютерної техніки» з написом «В. М. Глушков. 1923—1982. За заснування першого в СРСР Інституту кібернетики АН УРСР, створення теорії цифрових автоматів і роботи в області макроконвеєрних структур обчислювальних систем»
- 2005 рік — створено кластерну супер-ЕОМ. Сумарна продуктивність більш півтрильйона операцій в секунду. І. В. Сергієнко, В. Н. Коваль. Інститут кібернетики імені В. М. Глушкова Національної академії наук України (2005).